# Lichtenštejnský palác (Kampa)
Lichtenštejnský palác na Kampě je barokní palác nacházející se na levém břehu Vltavy na Malé Straně v Praze (U Sovových mlýnů 506/4). Byl postaven v letech 1697–1698 podle projektu Giovanniho Battisty Alliprandiho, stavebníkem byl František Helfried z Kaiserštejna. V průběhu let mezi jeho další majitele patřili Kolovratové, Lichtenštejnové (po nichž má palác svůj dnešní název), Odkolkové a Královské hlavní město Praha. V současné době patří palác Úřadu vlády České republiky a je využíván k ubytování významných státních návštěv a také k různým kulturním akcím. Od roku 1964 je chráněn jako kulturní památka.

## Historie

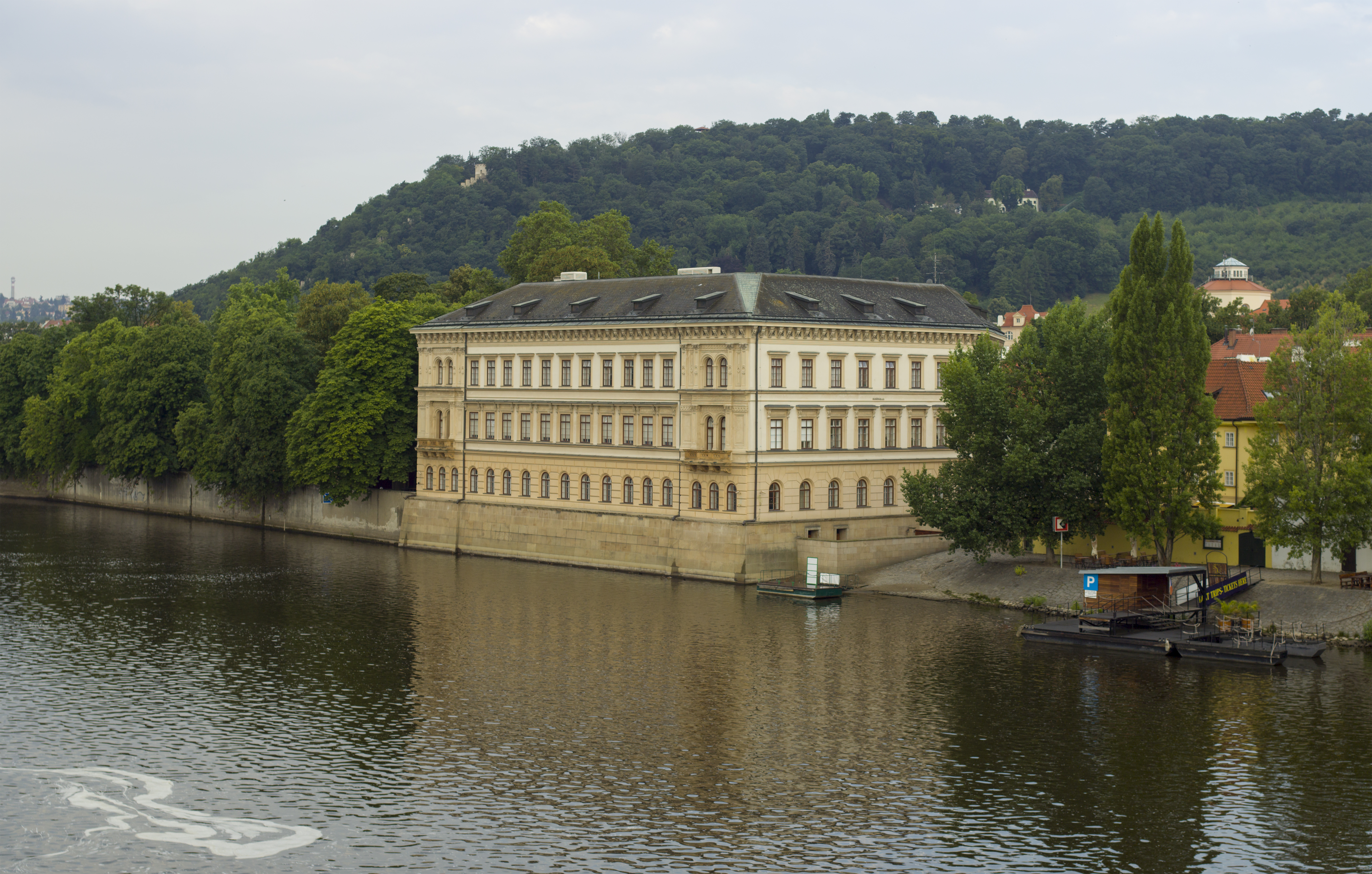
Pohled na palác od Karlova mostu, v pozadí Petřín

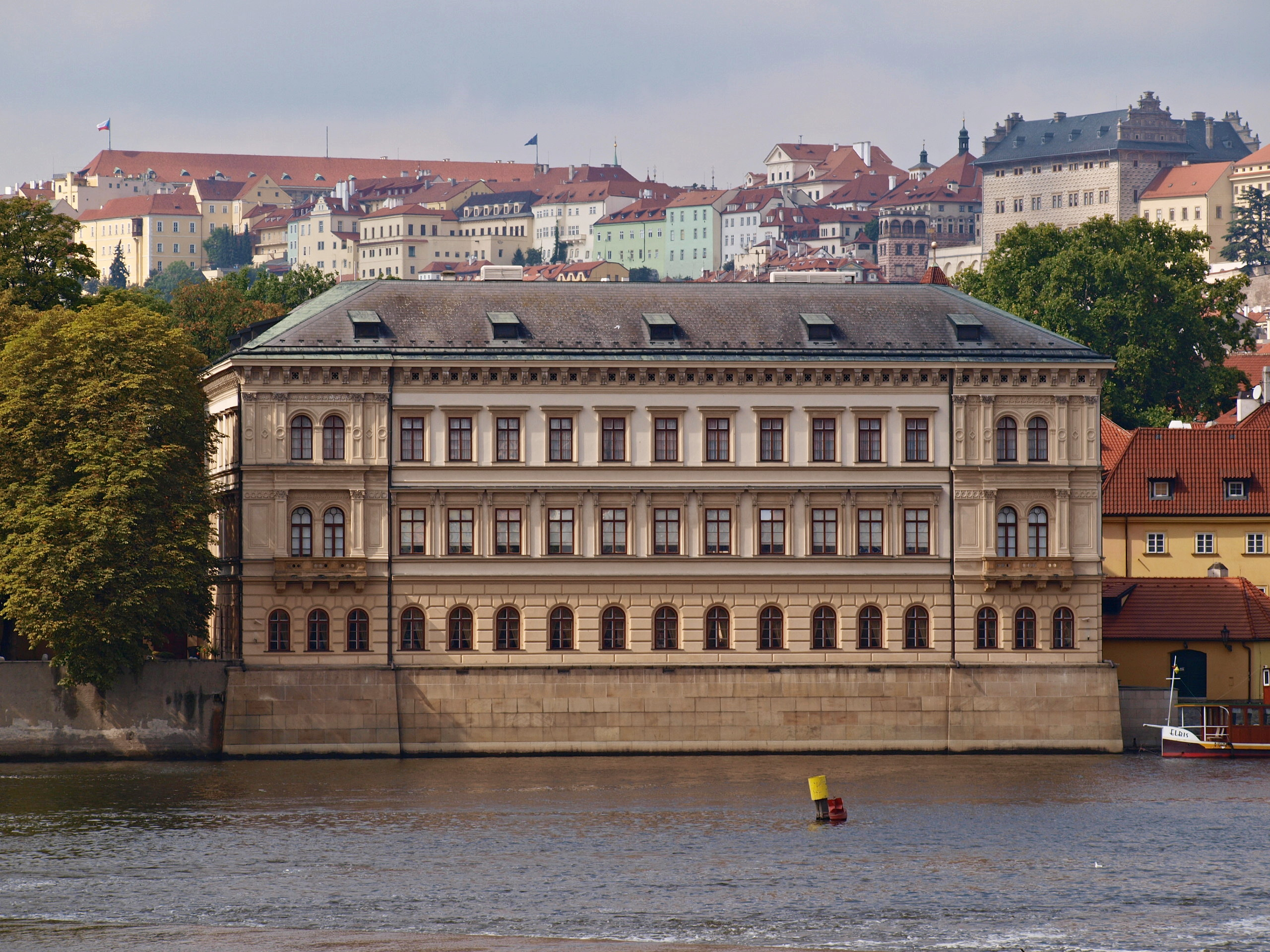
Nábřežní strana paláce, v pozadí Malá Strana a na pozadí část Hradčan s Černínským a Schwarzenberským palácem

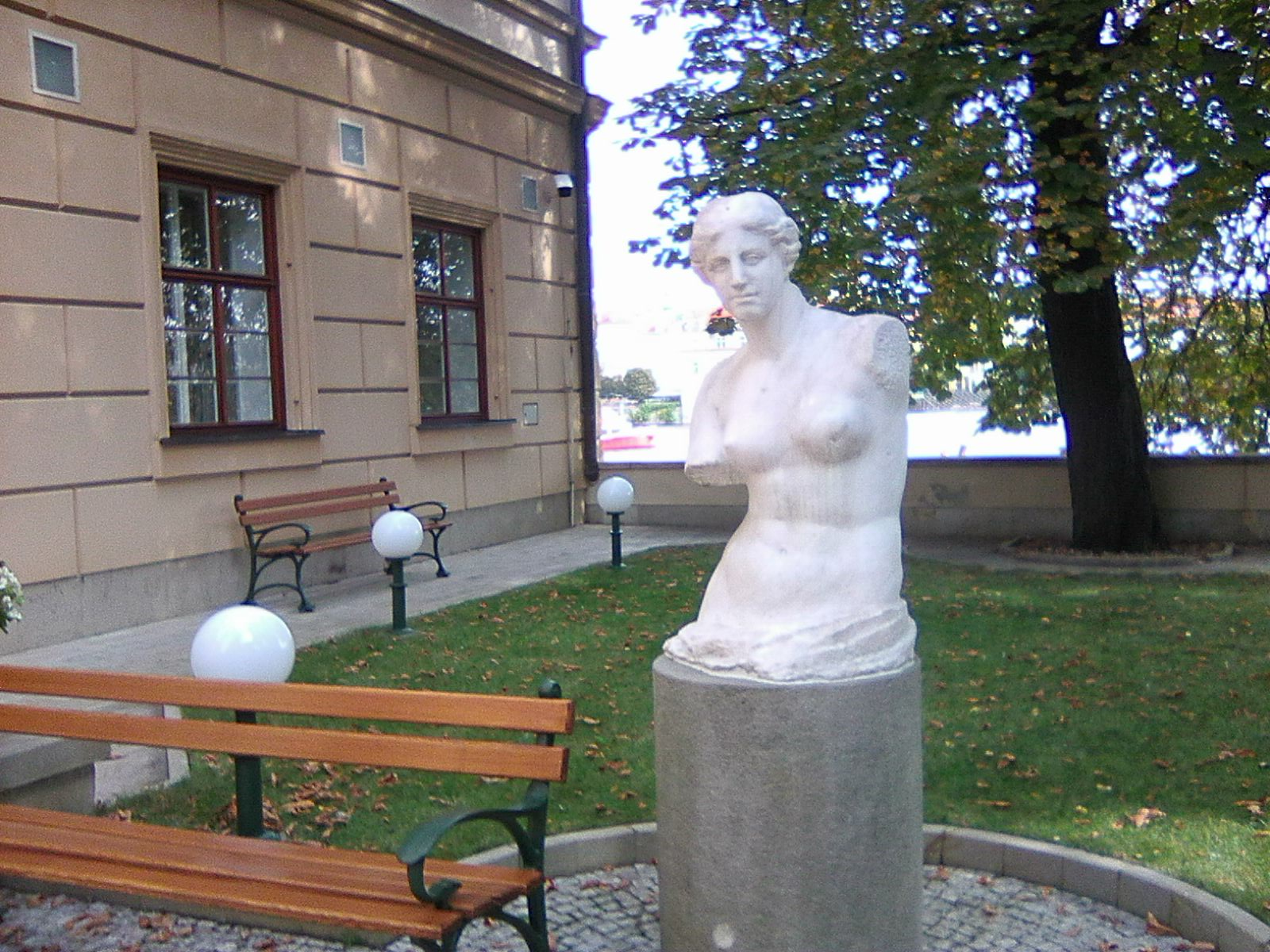
Jižní strana ze zahrady paláce

V roce 1555 v místě dnešního paláce stávaly dva dřevěné domy ve velké zahradě. Budovy patrně zanikly při švédském obléhání Starého Města za třicetileté války. V roce 1660 zahradu koupil Jan de la Cron a postavil si zde obytný dům. Jeho neteř a dědička Františka Blandina se v roce 1684 provdala za Františka Helfrieda z Kaiserštejna a nemovitost přinesla věnem do manželství. V letech 1697–1698 zde František Helfried z Kaiserštejna nechal vystavět barokní palác. Architekt Giovanni Battista Alliprandi navrhl palác (snad podle konceptu Jana Baptisty Matheye) na šestibokém půdorysu, dominantou byly dvě věže v rozích nad Vltavou s cibulovitými altány. Poloha paláce na samém břehu Vltavy umožnila, aby do paláce vedl v úrovni hladiny vody tunel pro loďky zakončený malým přístavištěm. K paláci přináležela zahrada s vodotrysky a se skleníkem, kde se pěstovaly karafiáty (na místě dnešního veřejného parku Kampa). Kaiserštejnové vlastnili palác do roku 1726, kdy ho prodali Ferdinandu Adamu Kustošovi ze Zubřího.
Roku 1741 palác koupila v dražbě Barbora Krakovská z Kolovrat. Za Kolovratů byly v zahradě po roce 1813 vztyčeny mytologické plastiky. Palác jim náležel až do roku 1831, kdy jej prodali Janu Josefovi z Lichtenštejna. Jan Josef nechal odstranit obě věže nad Vltavou a nad vstupní portál umístil svůj rodový erb, který tam je dodnes (již pouze jeho kopie).
Roku 1864 koupili palác (čp. 506—III) František a Marie Odkolkovi, známí majitelé pekárny a sousedního Sovova mlýna. Tehdy byl palác v poměrně neudržovaném stavu, Odkolek proto přistoupil k celkové úpravě. Nechal budovu zvýšit o další patro a původně barokní fasáda byla nahrazena klasicistní s výrazným rámováním kolem oken. Na vltavské straně paláce v prvním patře byly ještě přistavěny dva balkony. Tyto úpravy provedl stavitel František Srnec, možná podle projektu Ignáce Ullmana nebo i za účasti architekta Josefa Schulze.
V letech 1861–1864, částečně i v letech 1864–1874 budovu jako jednu ze svých budov využívala Německá vysoká škola technická v Praze (Deutsches Polytechnisches Institut Prag) a od září 1873 měla budovu pronajatou druhá německá reálka v Praze (zweite deutsche Realschule in Prag). V roce 1897 majitelé firmy František Odkolek (po požáru mlýna) palác prodali Obci pražské, která jej až do přemístění německé reálky v roce 1903 do nové budovy na Malé Straně čp. 621 dále škole pronajímala.
V roce 1902 Sbor obecních starších král. města Prahy rozhodl, že obecní dům čp. 506—III. na ostrově Kampě (býv. Odkolkův dům) bude od 1. června 1902 pronajat na dobu 10 let c. k. eráru (státní správě) za roční nájemné 20 000 K a vedlejší poplatky (sídlily zde místodržitelské stavební úřady). Mezi lety 1924–1934 byly provedeny rozsáhlé adaptační práce v interiérech, během nichž byl také zrušen vodní tunel od Vltavy.
V letech 1940–1945 v paláci sídlilo krajské vedení NSDAP. Tehdy bylo zbouráno oplocení zahrady a na jejím místě vzniklo cvičiště Hitlerjugend. Po roce 1945 na Kampě vznikl městský park a v paláci se střídaly různé státní instituce jako např. Státní výbor pro výstavbu nebo Státní plánovací komise. Roku 1964 se palác stal nemovitou kulturní památkou.
Roku 1978 palác přešel do majetku Úřadu předsednictva vlády ČSSR. Tehdy byla budova v havarijním stavu, hrozilo dokonce sesunutí celého východního průčelí do Vltavy. Proto bylo přistoupeno k celkové rekonstrukci, která proběhla v letech 1982–1991 podle projektu architektů Kamila Fuchse a Jarmily Ledinské. Nejprve byla provedena důkladná sanace základů, která umožnila rozšířit palác o jedno podzemní podlaží. Interiéry byly tehdy upraveny pro potřeby Úřadu vlády a také jako luxusní apartmány pro významné státní návštěvy. Přízemní prostory paláce zdevastovala v roce 2002 povodeň a musela se provést další nákladná rekonstrukce.
V současné době je palác vyuříván reprezentačním účelům. Ubytováni zde byli např. španělský král Juan Carlos s chotí Sofií (1995), britská královna Alžběta II. se svým manželem princem Filipem (1996), jejich syn Charles, princ z Walesu (2010), norský král Harald V. se svou manželkou královnou Sonjou (1997), nebo japonský císař Akihito s císařovnou Mičiko (2002).
Přízemní prostory paláce se využívají také k pracovním poradím, odborným seminářům a konferencím. Ve vyhlídkovém patře je od ledna 2020 umístěno televizní studio, ze kterého TV Prima vysílá přímým přenosem politický diskusní pořad Partie.